# Aleksandr Karpilovskij
Aleksandr Karpilovskij (8 maggio 1964) è un attore e regista sovietico, dal 1991 russo.

## Filmografia parziale

### Regista
- Častnoe pionerskoe (2012)
- Ёlki 3 (2013)